# 플레잉 카드

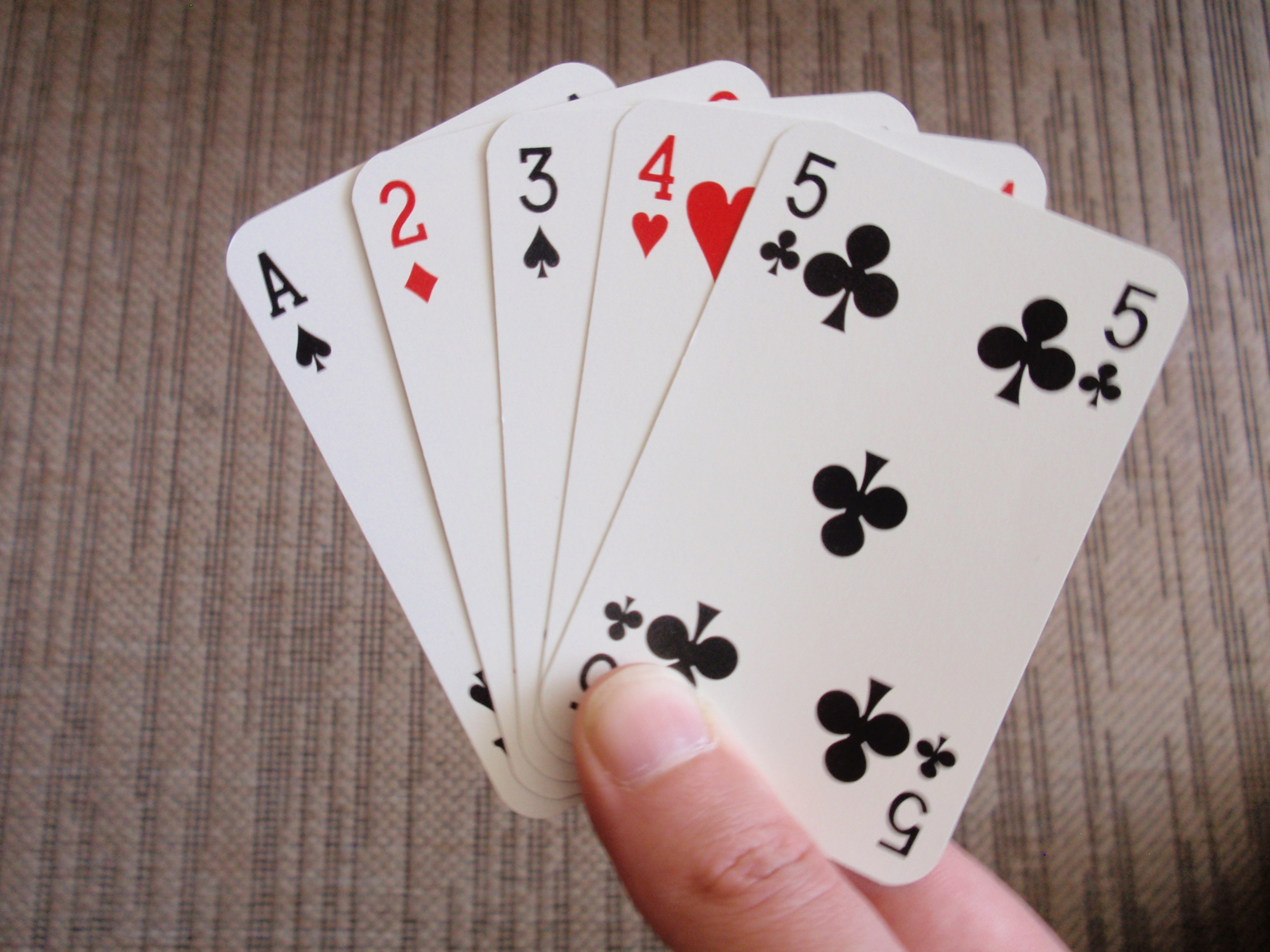
플레잉 카드

플레잉 카드(영어: playing card)는 손에 잡히는 크기의 두꺼운 종이나 얇은 플라스틱으로 만들어진다. 한국에서는 트럼프 카드(trump card)라는 명칭으로 불리기도 하는데, 이는 카드패 중의 으뜸패를 가리키는 말이다. 한 묶음의 카드를 카드 한 벌 혹은 한 덱(deck)이라고 한다. 카드는 카드 놀이과 마술에 주로 사용되고, 점(占), 카드쌓기 놀이로도 사용된다.
일반적으로 카드 한 벌(deck/덱)은 52장이며, 모양별로 4종류의 슈트로 나뉜다. 빨간 슈트는 다이아몬드 (♦)와 하트(♥), 검은 슈트는 클럽(♣)와 스페이드(♠)이다. 네 종류의 각 슈트마다 다음과 같이 13개의 끗수(denomination)를 나타내는 숫자 혹은 알파벳이 적혀 있다. 순서대로 2, 3, 4, 5, 6, 7, 8, 9, 10, J (jack), Q (queen), K (king), A (ace).

## 현재의 카드

### 슈트
- ♠ - 스페이드(spade) : 검은색. 명예를 상징. 검을 형상화 한 모양.
- ♥- 하트(heart) : 붉은색. 사랑을 상징. 성배를 형상화한 모양.
- ♦- 다이아몬드(diamond) : 붉은색. 돈을 상징. 화폐를 형상화 한 모양.
- ♣ - 클럽(club) : 검은색. 행운, 지혜를 상징. 곤봉을 형상화 한 모양.

### 끗수
카드는 끗수별로 크게 수 카드와 그림 카드로 구분한다. 숫자 카드는 2에서 10까지의 숫자로 된 카드이고 카드에 각각의 숫자 만큼의 슈트가 그려져 있다. 그림 카드는 K(킹), Q(퀸), J(잭)이 있고 각각에 맞는 왕과 왕비 청년의 그림이 그려져있다. A(에이스)의 경우는 숫자 카드로 사용될 경우 1을 의미하지만 일반적으로 그림카드로 사용되며 가장 높은 끗수로 사용된다. 10의 경우는 그림 카드로 분류되기도 한다.

### 크기
가장 일반적인 카드의 크기는 포커 사이즈((2½인치 × 3½인치; 63.5 mm × 88.9 mm, ISO 216의 B8 사이즈)와 브리지 사이즈(2¼인치 × 3½인치, 약 57.2 mm × 88.9 mm) 두 종류이다. 포커 사이즈는 포커와 같은 적은 장수를 사용하는 게임에 주로 사용되고 이 보다 폭이 약간 짧은 브리지 사이즈는 브리지처럼 많은 카드를 손에 쥐는 게임에 주로 사용된다.

## 카드 구성

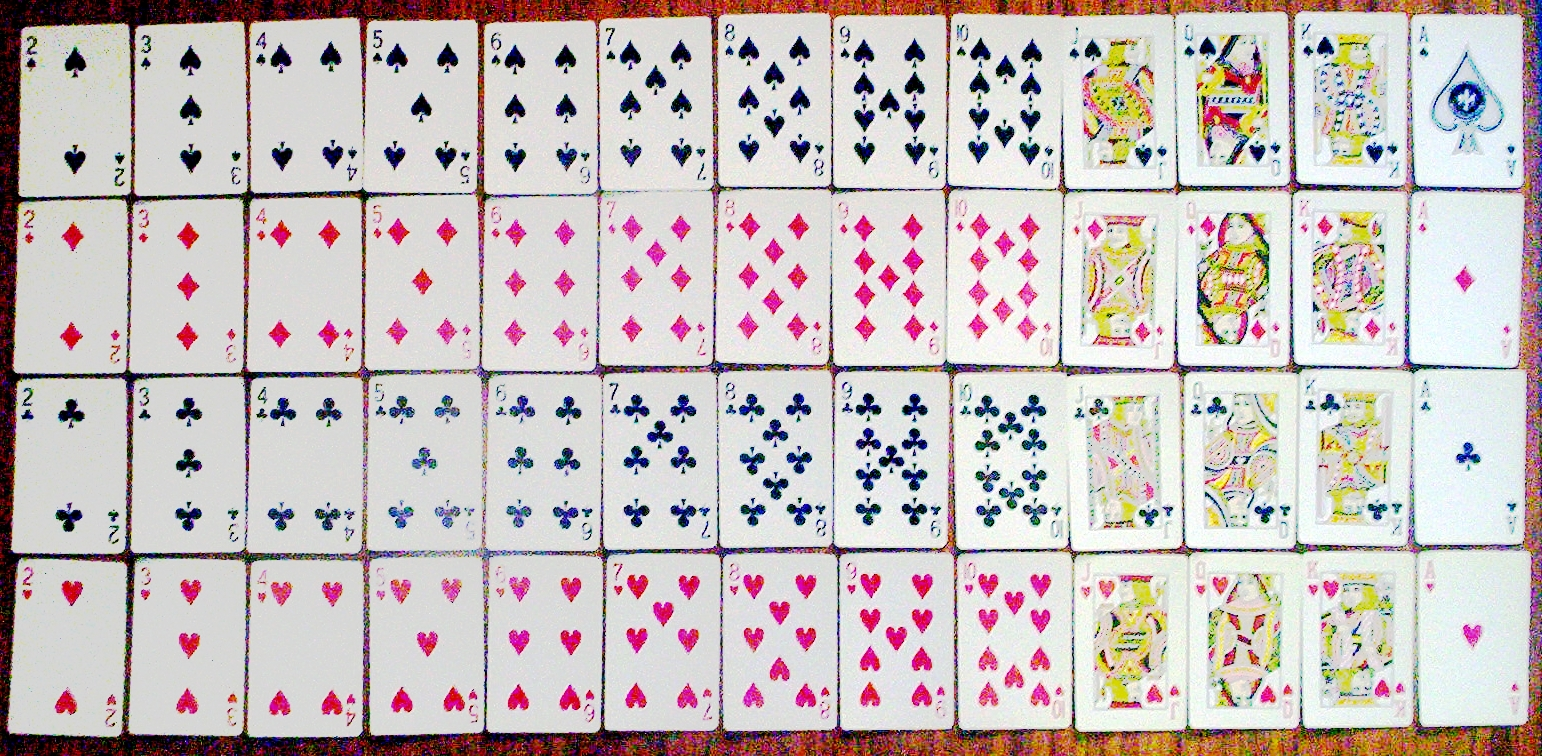
52장의 카드 모양. 위에서 아래로 스페이드, 다이아몬드, 클로버, 하트이다.

## K, Q, J 인물의 기원
| 시종 Jack                                                                               | 여왕 Queen                                                                                       | 왕 King                                                                      |
| --------------------------------------------------------------------------------------- | ------------------------------------------------------------------------------------------------ | ---------------------------------------------------------------------------- |
| 오지에르 컬 대제의 기사. 덴마크에서는 홀거 단스크라는 이름. 영어 읽기로는 오지아 더 댄. | 아테나 그리스 신화의 트리톤의 딸. 혹은 친구인 파라스 아테나. 이쪽은 그리스 신화의 싸움의 여신.   | 다윗 왕 구약 성서의 열왕기에 등장하는 솔로몬 왕의 아버지 고대 이스라엘 국왕. |
| 헥토르 그리스 신화에 등장하는 트로이의 왕자. 트로이아 전쟁의 영웅.                      | 라헬 구약성서의 야곱의 아내.                                                                     | 율리우스 카이사르 줄리어스 시저. 고대 로마의 정치가, 군인.                   |
| 라 이르 잔 다르크의 전우. 영어 읽기로는 라 하이어.                                      | 유딧 구약 성서 외전의 하나 유딧기에 등장하는 유태인 여전사.영어 읽기로는 쥬디스.                 | 카를 대제 샤를마뉴, 중세의 프랑크 국왕.                                      |
| 란슬롯 중세기사 이야기에 등장하는 아서왕을 시중든 원탁의 기사의 한 명.                  | 아르기나 라틴어의 여왕을 의미하는 단어 레기나의 아나그램(Regina→Argine)으로, 영어 읽기로는 아진. | 알렉산드로스 대왕 그리스 시대의 마케도니아 국왕.                             |

## 카드를 사용하는 게임
- 솔리테어
- 포커
- 바둑이
- 휘스트
- 브리지
- 마이티
- 하트 (게임)
- 블랙잭
- 러미
- 훌라
- 원카드
- 도둑잡기
- 지지누키
- 다우트
- 대부호
- 엘레우시스
- 신경쇠약
- 스페이드
- 도미노

## 카드 심볼의 유니코드
카드의 4개의 슈트는 각각 흑백으로 8개가 유니코드의 기타 심볼 부분인 U+2660에서 U+2667까지에 정의되어 있다.
| U+2660 dec: 9824          | U+2661 dec: 9825          | U+2662 dec: 9826         | U+2663 dec: 9827         |
| ♠                         | ♡                         | ♢                        | ♣                        |
| BLACK SPADE SUIT          | WHITE HEART SUIT          | WHITE DIAMOND SUIT       | BLACK CLUB SUIT          |
| &spades; &#9824; &#x2660; | &#9825; &#x2661;          | &#9826; &#x2662;         | &clubs; &#9827; &#x2663; |
| U+2664 dec: 9828          | U+2665 dec: 9829          | U+2666 dec: 9830         | U+2667 dec: 9831         |
| ♤                         | ♥                         | ♦                        | ♧                        |
| WHITE SPADE SUIT          | BLACK HEART SUIT          | BLACK DIAMOND SUIT       | WHITE CLUB SUIT          |
| &#9828; &#x2664;          | &hearts; &#9829; &#x2665; | &diams; &#9830; &#x2666; | &#9831; &#x2667;         |

## 같이 보기
- 프랑스식 문양 플레잉 카드(en:French-suited playing cards) - 전세계적으로 가장 많이 쓰이고 있는 프랑스식 플레잉 카드 
  - 표준 52장 카드 덱(en:Standard 52-card deck) - 프랑스식 문양을 기초로 대영제국을 거쳐 이후 미국의 부상을 계기로 전세계로 널리 퍼진 플레잉 카드의 표준형
- 카드 게임
- 타로 카드
- 화투
- 바이시클 플레잉 카드(en:Bicycle Playing Cards) - 미국의 유명 플레잉카드 브랜드